# Titan Clydebank

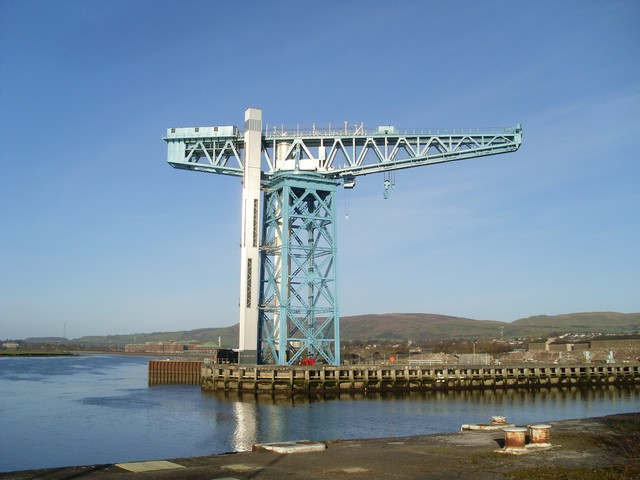
O Titan Clydebank remodelado em Clydebank, situado ao lado da bacia de equipamento do antigo estaleiro da John Brown & Company.

O Titan Clydebank, mais conhecido como Titan Crane, é um guindaste com estrutura em balanço de 45,7 m de altura localizado em Clydebank [en], West Dunbartonshire, Escócia. Projetado para erguer equipamentos pesados, como motores e caldeiras, durante a montagem de navios de guerra e transatlânticos no estaleiro da John Brown & Company, foi o primeiro guindaste com estrutura em balanço movido a eletricidade do mundo e o maior de seu tipo na época de sua conclusão.
Situado no extremo de uma bacia de montagem em forma de U, o guindaste foi utilizado na construção de alguns dos maiores navios do século XX, incluindo o RMS Queen Mary, RMS Queen Elizabeth e o Queen Elizabeth 2. Estrutura histórica classificada como Categoria A no patrimônio tombado, foi restaurado em 2007 como atração turística e museu de construção naval. O guindaste aparece na atual nota de £5 do Clydesdale Bank.

## História
O estaleiro em Clydebank foi fundado em 1871, após a empresa James & George Thomson se mudar de Govan Graving Docks. A John Brown & Company adquiriu o estaleiro em 1899, e em 1905, encomendou o guindaste por £24.600 à empresa de engenharia de Dalmarnock [en], Sir William Arrol & Co. [en] O Titan foi concluído dois anos depois, em 1907. Foi projetado pelo engenheiro escocês Adam Hunter (1869–1933), que atuava como engenheiro-chefe da Arrol & Co., após ter servido como aprendiz na construção da Ponte do Forth. A Stothert & Pitt [en], de Bath, Inglaterra, fabricou e instalou a maior parte da maquinaria do Titan, incluindo motores elétricos da Lancashire Dynamo and Motor Co.
A doca foi utilizada para a montagem de navios, e o guindaste instalava motores e caldeiras nos navios. A capacidade de elevação do Titan e a localização do estaleiro na confluência do rio Clyde e do rio Cart [en] contribuíram para o rio sucesso do estaleiro, que construía navios de grande porte.
Testado em 24 de abril de 1907, o Titan era o maior guindaste com estrutura em balanço já construído, com capacidade de 160 t a um raio de 26 m. Sua capacidade original foi aumentada para 203 t em 1938, quando ficou evidente que a especificação inicial não seria suficiente para instalar as novas torres de canhões de longo alcance em navios como o HMS Duke of York.
Nas noites de 13 e 14 de março de 1941, o Clydebank Blitz [en] devastou a cidade, matando 528 civis, ferindo gravemente mais de 617 pessoas e deixando 48.000 desabrigados. Apenas sete propriedades em Clydebank escaparam ilesas, em um dos piores bombardeios na Grã-Bretanha. Os ataques, com 260 bombardeiros da Luftwaffe na primeira noite e 200 na segunda, visaram a indústria de Clydeside, mas o Titan Clydebank permaneceu intacto.
Em 1968, o estaleiro foi incorporado à Upper Clyde Shipbuilders [en] com outros quatro, numa tentativa de aumentar a competitividade. Após as eleições gerais de 1970, a mudança de governo resultou na suspensão de financiamento, levando ao fechamento do estaleiro da John Brown & Company. O estaleiro foi comprado pela Marathon Manufacturing Company, de Houston, Texas, para a construção de plataformas de petróleo. Em 1980, a Marathon vendeu o estaleiro para a empresa francesa Union Industrielle et d’Entreprise (UiE). Os proprietários da UiE, Bouygues, fecharam o estaleiro em 2001, e o local foi destinado à revitalização.
Os navios construídos com o guindaste incluem HMS Hood, RMS Queen Mary, RMS Queen Elizabeth, Queen Elizabeth 2 e HMY Britannia.

### Restauração

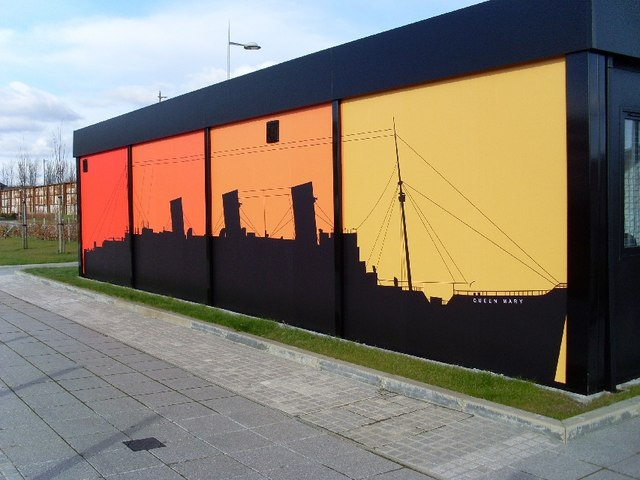
A bilheteria (também conhecida como Pursers Office) e o centro de informações no Titan Clydebank, com a silhueta do RMS Queen Mary.

O guindaste ficou fora de uso na década de 1980, sofrendo vandalismo na casa de comando e corrosão na estrutura durante o período de abandono. Em 1988, foi reconhecido como uma estrutura histórica classificada na Categoria A no patrimônio tombado.
A empresa de regeneração urbana Clydebank Re-Built iniciou um projeto de restauração de £3,75 milhões em 2005, e o guindaste foi aberto ao público em agosto de 2007. A estrutura foi passou por jateamento abrasivo para remover tinta velha e ferrugem, permitindo reparos antes da repintura. Um elevador para visitantes acessarem o guindaste e uma escada de evacuação de emergência foram instalados, além de uma tela de malha ao redor da área de observação e holofotes para iluminar o guindaste à noite.

## Projeto

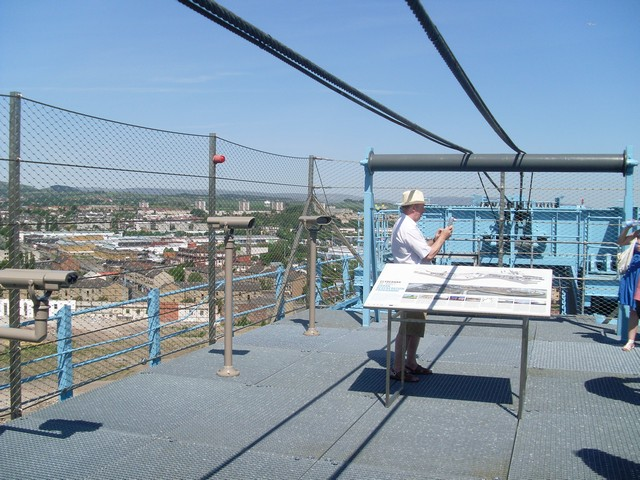
Uma área do Titan Clydebank foi convertida em uma plataforma de observação pública.

O Titan Clydebank utiliza um contrapeso fixo e guinchos elétricos montados em uma viga rotativa, tornando-o mais rápido e responsivo que seus predecessores a vapor. Para levantar conjuntos menores que não exigiam a capacidade total de 150 t, um guincho auxiliar de 30 t era usado, já que cargas grandes eram relativamente raras.
O Titan Clydebank tem 49 m de altura, pesa cerca de 800 t e está apoiado em quatro pilares de concreto afundados a 23 m de profundidade. Os braços do guindaste têm 45,7 m e 27,4 m de comprimento. A torre é quadrada, com 12 m de lado, e seu centro está a apenas 10,7 m da borda do cais.
Após a remoção do Beardmore Crane [en] na década de 1970 e do Fairfield Titan [en] em 2007, restam quatro guindastes gigantes com estrutura em balanço no rio Clyde. Os outros estão em Stobcross (Finnieston Crane), Scotstoun (Barclay Curle Crane [en]) e Greenock (James Watt Dock Crane [en]). Menos de sessenta guindastes gigantes com estrutura em balanço foram construídos no mundo, seis deles no Clyde, e, em maio de 2011, acredita-se que apenas onze permaneciam, quatro no Clyde.

## Premiações
O guindaste recebeu o Prêmio de Patrimônio da Engenharia ( em inglês: Engineering Heritage Award) de 2012 da Instituição de Engenheiros Mecânicos [en], sendo descrito como "um magnífico exemplo de engenharia mecânica, que forma parte integrante da paisagem local". Em 2013, foi designado como um Marco Histórico de Engenharia Civil e Mecânica Internacional pela Sociedade Americana de Engenheiros Civis e pela Sociedade dos Engenheiros Mecânicos dos Estados Unidos, sendo o quinto reconhecimento desse tipo concedido a uma estrutura escocesa.
Pela restauração da estrutura, foram concedidos o Prêmio Chicago Athenaeum de Arquitetura em 2008 e o reconhecimento do Civic Trust em 2009.